# Коиромонте (Новара)
Коиромонте је насеље у Италији у округу Новара, региону Пијемонт.
Према процени из 2011. у насељу је живело 73 становника. Насеље се налази на надморској висини од 797 м.